# 프란체스코 로마노
프란체스코 로마노(이탈리아어: Francesco Romano, 1960년 4월 25일, 캄파니아 주 사비아노 ~)는 이탈리아의 전직 축구 선수로, 현역 시절 미드필더로 활약했다. 로마노는 창의적인 후방 플레이메이커로 기술력, 시야, 공넘김, 그리고 전술적 지능에 두각을 나타내 중원의 경기 완급을 조절했고, 동료의 골을 도왔다. 그는 전 이탈리아 국가대표팀과 이탈리아 U-21 국가대표팀 선수이기도 했다. 그는 현재 축구 대행인으로 활동하고 있다.

## 클럽 경력
현역 시절 로마노는 레자나(1977–1979), 밀란(1979–1983), 트리에스티나(1983–1986, 1993–1994), 나폴리(1986–1989), 토리노(1989–1991), 베네치아(1991–1993), 그리고 팔라촐로(1994–1995)에서 활약했다.
그는 밀란 시절에 1981년과 1983년에 세리에 B 우승을 거두었고, 1982년에는 미트로파컵도 우승했다. 1986년 10월에 트리에스티나에서 나폴리로 이적한 후, 그는 1년차에 세리에 A와 코파 이탈리아를 동시에 석권했는데, 나폴리는 디에고 마라도나와 한배를 타고 구단의 첫 세리에 A 우승을 거두었다. 로마노는 이후 1988-89 시즌에 UEFA컵도 들어올렸다. 그는 토리노 소속으로 1990년에 세리에 B를 또 우승했고, 1991년에 2번째 미트로파컵도 들어올렸다.

## 국가대표팀 경력
1981년, 로마노는 이탈리아 U-21 국가대표팀 경기에 출전했다. 그는 1981년부터 1982년까지 U-21 국가대표팀 경기에 2번 출전했다.
유로 1988을 앞두고 아첼리오 비치니의 이탈리아 국가대표팀 선수단에 이름을 올렸지만, 준결승전까지 올라간 이 대회는 물론 어느 경기에도 이탈리아 성인 국가대표팀 경기에 출전한 적이 없었다.

## 수상
나폴리
- 세리에 A: 1986–87.
- 코파 이탈리아: 1986–87.
- UEFA컵: 1988–89.

밀란
- 미트로파컵: 1981–82.
- 세리에 B: 1980–81, 1982–83.

토리노
- 미트로파컵: 1991.
- 세리에 B: 1989–90